# Willelmeta von Grandson

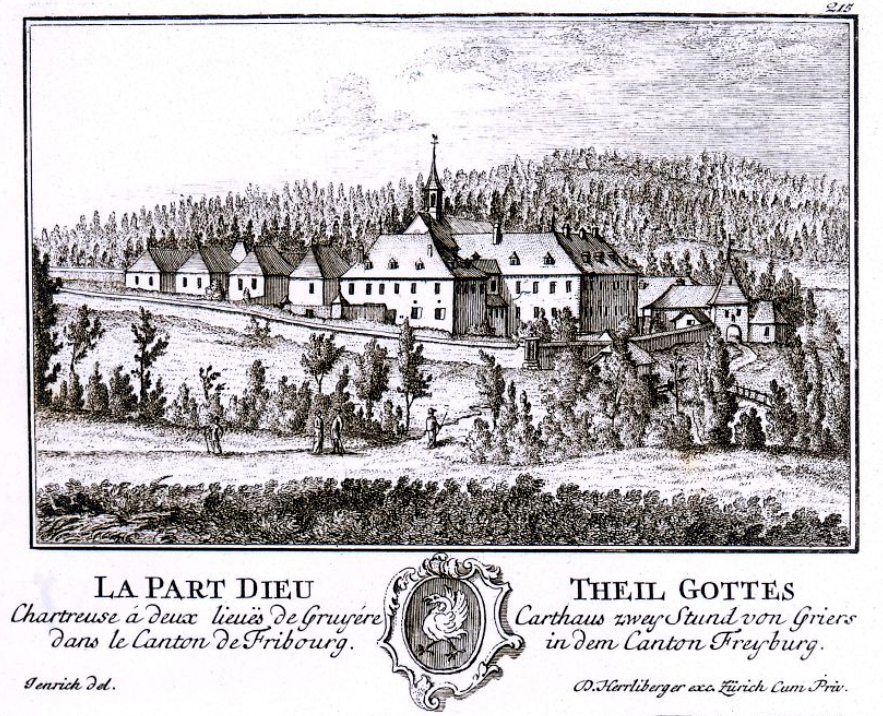
Kartause La Part-Dieu, 1758

Willelmeta von Grandson (französisch Guillemette de Grandson; * vor 1250; † (nach) 1309) stammte aus der savoyardischen Familie Grandson und war die Stifterin des Kartäuserklosters La Part-Dieu in Greyerz. Von 1290/1291 bis 1307 übernahm sie die Regentschaft über die Grafschaft Greyerz für den greisen Peter II. (1224–1302/1307).

## Leben und Wirken
Willelmeta von Grandson war die Tochter des Kastlans Peter von Grandson († um 1260) und vermutlich der Agnès de Chiny. Ihre Brüder waren Otto I. von Grandson, Gerhard, Bischof von Verdun und des Heinrich, Propst von Lausanne. Sie heiratete vor 1267 Peter den Jüngeren von Greyerz († 1283). Im Jahr 1291 wird sie erstmals urkundlich als «Gräfin von Greyerz» genannt, letztmals wird sie 1309 erwähnt.
Willelmeta stiftete im Oktober 1307 mit ihrem Sohn, Peter III. von Greyerz, das Kloster La Part-Dieu, das sie grosszügig ausstattete. Sie machte auch Vergabungen an das Prämonstratenserkloster Humilimont (Niederberg) bei Marsens sowie an das Kloster Rougemont. Eine Almosentasche im Greyerzer Museum in Bulle soll aus ihrem Besitz stammen.

## Belege
1. ↑  Ernst Tremp: von Greyerz (FR). In: Historisches Lexikon der Schweiz.  5. November 2009.
2. 1 2  Ernst Tremp: Willelmeta von Grandson. In: Historisches Lexikon der Schweiz.  11. Januar 2018.
3. ↑  Stiftungsurkunde im Mémorial de Fribourg. Band 2. 1855. S. 153–159.

| Personendaten    | Personendaten                                                                                               |
| ---------------- | --- |
| NAME             | Grandson, Willelmeta von                                                                                    |
| ALTERNATIVNAMEN  | Willelmeta von Greyerz (Ehename); Grandson, Guillemette de (französisch); Gruyère, Guillemette de (Ehename) |
| KURZBESCHREIBUNG | Schweizer Priorin                                                                                           |
| GEBURTSDATUM     | vor 1250 |
| STERBEDATUM      | nach 1309                                                                                                   |